# Ch'anggŭk

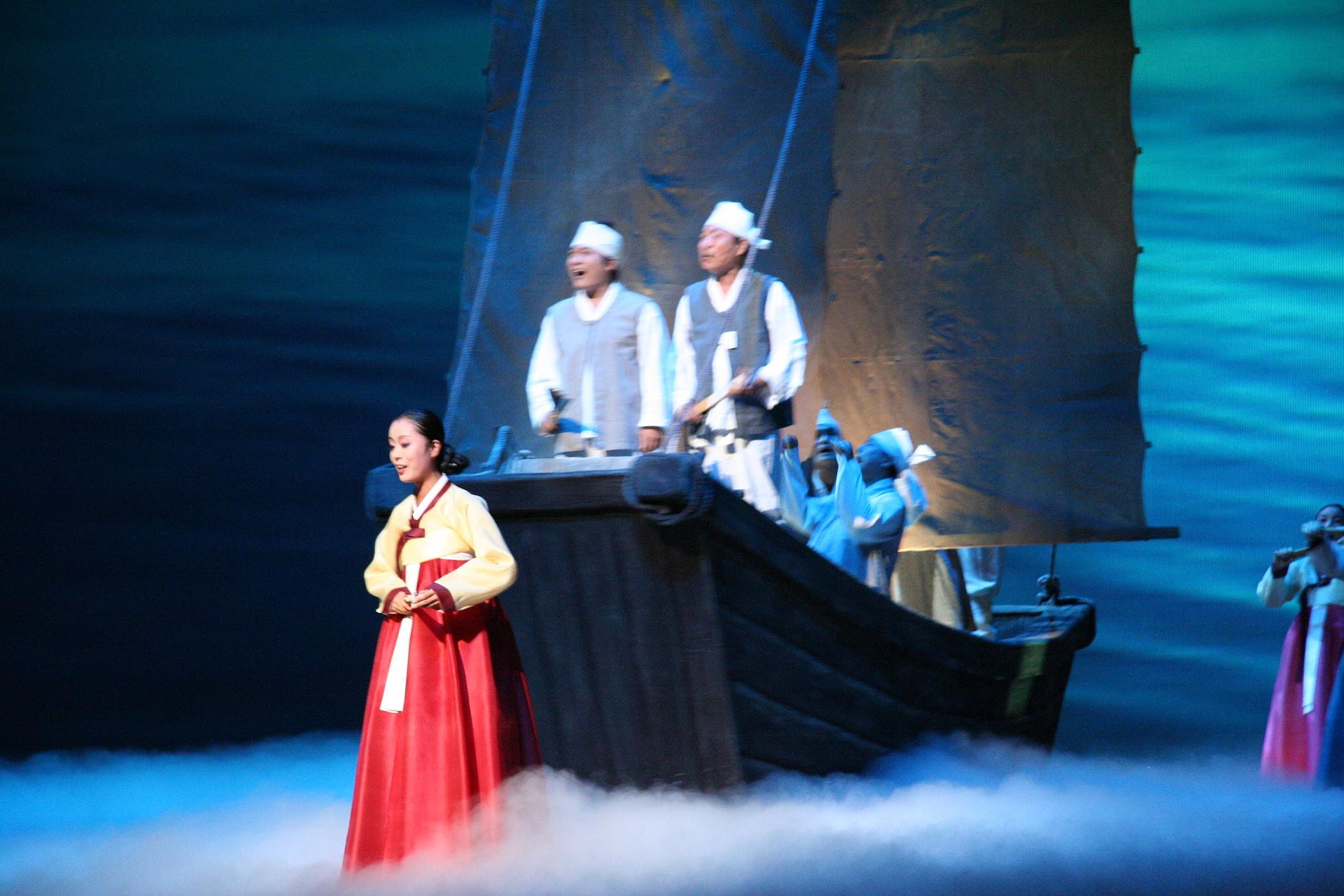
Représentation de Pansori d'inspiration Ch'anggŭk.

Le mouvement Ch'anggŭk (hangeul : 창극 ; hanja : 唱劇 ; RR : Changgeuk) est un mouvement coréen visant à moderniser le Pansori, opéra traditionnel de ce pays. Il voit le jour pendant la colonisation japonaise du pays. Plusieurs formes théâtrales occidentales sont introduites en Corée à cette époque, et servent d'inspiration aux acteurs évoluant au sein du Wongaksa, un théâtre de Séoul où nait et se développe ce style. 